# Pethia stoliczkana
Pethia stoliczkana — можлива назва українською Барбус Столичка — маленька субтропічна прісноводна риба роду Pethia родини коропових. Вперше описана у 1871 році. Названий на честь моравського зоолога Фердинанда Столички (1838—1874), який тривалий час працював в Індії.
Зустрічається в річках та струмках південно-східної Азії.
Доволі поширена акваріумна риба. Її часто використовують для утворення гібридних форм інших барбусів з роду Pethia. В акваріумній літературі Pethia stoliczkana та близький до нього червоний барбус (Pethia padamya) часто помилково відносять до Pethia ticto чи плутають між собою. Через характерні червоні плавці у російській акваріумній літературі отримав назву «алоплавничный барбус».

## Поширення
Зустрічається в річках та струмках північно-східної Індії, а також М'янми, Таїланду та західного Лаосу. Надає перевагу затіненим струмкам та невеликим річкам із чистою та багатою на кисень водою.

## Опис риби
Тіло барбуса овальної форми, витягнуте, сплюснуте з боків. Основний тон забарвлення сріблястий з голубуватим чи жовтуватим відтінком. Спина зеленувата, черевце — біле. Позаду голови на рівні грудних плавців та у основи хвоста знаходяться темні плями, причому біля хвоста — із золотою облямівкою.
Луска велика, з чорною облямівкою, створює на тілі риби сітчастий малюнок. Спинний та черевні плавці червоні, решта — із жовтуватим чи червонуватим відтінком. У самців спинний та черевні плавці криваво-червоні, вкриті дрібними чорними плямами. Забарвлення самок блідіше, червонуватий спинний плавець без плям, а решта — прозорі, без забарвлення. Риба в акваріумі сягає до 6 см завдовжки.

## Розмноження
Статева зрілість настає у віці 6-8-ми місяців. Самка відкладає до 400 ікринок. Нерест проходить в зарослях дрібнолистових рослин, в сезон дощів (коли вода стає м'якшою). Ікра дозріває 24-48 годин, а ще через 3 дні мальки починають плавати та самостійно харчуватися.

## Утримування та розмноження в акваріумах
Барбус Столичка  — мирна зграйна рибка, тому її варто утримувати в кількості не менше 6 осіб з такими ж мирними рибами, за винятком риб з вуалевими плавниками. Як і для решти барбусів необхідний доволі просторий (від 50-ти літрів) акваріум з вільним місцем для плавання та невеликими заростями рослинності по краю.
Рибка всеїдна, підходить будь-який живий, рослинний чи комбінований корм, а також сухі корми.
Параметри води:
- Температура — 20—25 °C;
- Жорсткість — від 5 до 12 dH, принципового значення не має;
- Кислотність — pH 6.0-7.5.

Нерестовище повинне бути просторим, з пучками дрібнолистової рослинності. Перед нерестом риб розсаджують на 1-2 тижні і посилено годують. На нерест риб саджають невеличкою зграйкою, в якій переважають самці. Вода має бути приблизно у 2-3 рази м'якшою ніж акваріумна, оптимальна температура — 26-28 °C. Нерест відбувається зранку і триває 2-3 години, після чого риб негайно відсаджують. Початковий корм для мальків: інфузорії та живий пил. Пізніше можна годувати наупліусом рачків, циклопів та дрібною дафнією.
Барбус Столичка легко схрещується з червоним барбусом, який є близьким до даного виду, а також вогняним барбусом.